# Pseudoxyrhopus microps
Pseudoxyrhopus microps är en ormart som beskrevs av Günther 1881. Pseudoxyrhopus microps ingår i släktet Pseudoxyrhopus och familjen snokar. Inga underarter finns listade i Catalogue of Life.
Denna orm förekommer på norra och östra Madagaskar. Den lever i fuktiga skogar och besöker ibland odlingsmark. Individerna hittas ofta nära vattendrag. Honor lägger ägg.
Beståndet hotas av skogsröjningar. Hela populationen minskar men Pseudoxyrhopus microps är fortfarande vanligt förekommande. IUCN kategoriserar arten globalt som livskraftig.